# Racomitrium carinatum
Racomitrium carinatum är en bladmossart som beskrevs av Jules Cardot 1908. Racomitrium carinatum ingår i släktet raggmossor, och familjen Grimmiaceae. Inga underarter finns listade i Catalogue of Life.